# 条約の一覧
条約の一覧（じょうやくのいちらん）は、条約、協定、議定書のうち主なものを編年体でリストにしたもの。
西暦は、原則として締結、採択された年を表す。発効年については、リンク先の記事を参照。

## 18世紀より前
- 紀元前1274年頃 - エジプト・ヒッタイト平和条約
- 843年 - ヴェルダン条約 - フランク王国の分割相続
- 870年 - メルセン条約 - フランク王国の最終分割相続
- 1236年 - ヨーク条約（英語版）
- 1360年 - ブレティニー条約
- 1412年 - ルボフラ条約
- 1420年-トロワ条約
- 1454年 - ローディの和 - イタリア五大国による和平協定
- 1479年 - オロモウツの和約 - ハンガリー王によるオーストリア支配
- 1494年 - トルデシリャス条約
- 1499年 - バーゼルの和約
- 1529年 - サラゴサ条約
- 1555年 - アウクスブルクの和議
- 1559年 - カトー・カンブレジ条約 - イタリア戦争の講和条約
- 1617年 - ストルボヴァの和約
- 1618年 - デウリノの和約
- 1629年 - アルトマルクの和議
- 1629年 - リューベックの和議
- 1635年 - プラハ条約
- 1645年 - ブロムセブローの和議
- 1648年 - ヴェストファーレン条約 - 三十年戦争の講和条約
- 1658年 - ロスキレ条約
- 1659年 - ピレネー条約
- 1660年 - オリヴァ条約
- 1668年 - アーヘンの和約 - ネーデルラント継承戦争の講和条約
- 1679年 - ナイメーヘンの和約 - 仏蘭戦争の講和条約
- 1689年 - ネルチンスク条約 - ロシアと清の国境画定
- 1697年 - レイスウェイク条約 - 大同盟戦争の講和条約
- 1699年 - カルロヴィッツ条約
- 1700年 - トラヴェンタール条約
- 1701年 - ハーグ条約
- 1703年 - メシュエン条約
- 1704年 - ナルヴァ条約
- 1705年 - ワルシャワ条約
- 1706年 - アルトランシュテットの和議
- 1707年 - アルトランシュテット条約
- 1709年 - ドレスデン条約、トルン条約、コペンハーゲン条約
- 1710年 - ハノーファー条約
- 1711年 - プルト条約
- 1713年 - ユトレヒト条約 - スペイン継承戦争の講和条約
- 1714年 - ラシュタット条約、バーデン条約 - スペイン継承戦争の講和条約
- 1715年 - シュテッティン条約、ベルリン条約、グライフスヴァルト条約
- 1717年 - 三国同盟
- 1718年 - パッサロヴィッツ条約
- 1720年 - ストックホルム条約
- 1720年 - ハーグ条約 - 四国同盟戦争の講和条約
- 1720年 - フレデリクスボー条約
- 1721年 - ニスタット条約 - 大北方戦争の講和条約
- 1725年 - ハノーファー条約、ウィーン条約
- 1727年 - キャフタ条約
- 1729年 - セビリア条約
- 1731年 - ウィーン条約
- 1733年 - トリノ条約
- 1738年 - ウィーン条約 - ポーランド継承戦争の講和条約
- 1739年 - ベオグラード条約、ニシュ条約
- 1740年 - 友好同盟条約
- 1742年 - ブレスラウ条約
- 1745年 - ドレスデン条約、フォンテーヌブロー条約、フュッセン条約
- 1748年 - アーヘンの和約 - オーストリア継承戦争の講和条約
- 1752年 - アランフエス条約
- 1761年 - エル・パルド条約
- 1762年 - フォンテーヌブロー条約、ハンブルク条約、サンクトペテルブルク条約、リーブニッツ停戦協定
- 1763年 - パリ条約 - 七年戦争の講和条約
- 1765年 - アラーハーバード条約
- 1774年 - キュチュク・カイナルジ条約
- 1776年 - プランダル条約
- 1777年 - 第一次サン・イルデフォンソ条約
- 1778年 - 仏米同盟条約
- 1779年 - アランフエス条約
- 1779年 - テッシェン条約
- 1780年 - アランフエス条約
- 1782年 - サルバイ条約
- 1783年 - パリ条約 - アメリカ独立戦争の講和条約
- 1783年 - アメリカ・スウェーデン友好通商条約
- 1785年 - フォンテーヌブロー条約
- 1790年 - ライヒェンバッハ条約
- 1790年 - ヴァララ条約
- 1791年 - シストヴァ条約
- 1792年 - ヤシ条約
- 1792年 - シュリーランガパトナ条約
- 1794年 - ジェイ条約
- 1794年 - カナンデーグア条約
- 1795年 - バーゼルの和約
- 1795年 - ハーグ条約
- 1796年 - 第二次サン・イルデフォンソ条約
- 1797年 - レオーベン条約、カンポ・フォルミオ条約

## 19世紀
- 1802年 - アミアンの和約
- 1807年 - ティルジット条約
- 1809年 - フレデリクスハムンの和約
- 1810年 - パリ条約
- 1814年 - キール条約
- 1814年 - パリ条約
- 1814年 - ガン条約
- 1815年 - ウィーン議定書 - ウィーン会議、ヨーロッパ、ナポレオン戦争の講和条約
- 1815年 - パリ条約 - ナポレオン戦争の講和条約
- 1826年 - アッケルマン条約
- 1828年 - トルコマーンチャーイ条約
- 1832年 - コンスタンティノープル条約 - ギリシャの独立条約
- 1840年 - ワイタンギ条約
- 1842年 - 南京条約
- 1846年 - マヤリノ＝ビドラク条約
- 1854年 - 日米和親条約
- 1854年 - 日英和親条約
- 1855年 - 日露和親条約
- 1856年 - パリ講和条約 - クリミア戦争の講和条約
- 1856年 - 日蘭和親条約
- 1858年 - 日米修好通商条約
- 1858年 - 天津条約
- 1858年 - アイグン条約 - 璦琿条約
- 1860年 - 北京条約 - 天津条約の批准交換と追加条約
- 1861年 - 日普修好通商条約 - 日本とプロイセン王国（ドイツ帝国）の条約。1889年改正
- 1863年 - ジュネーブ条約
- 1866年 - プラハ条約 - 普墺戦争の講和条約
- 1867年 - 樺太島仮規則
- 1871年 - 日清修好条規
- 1873年 - 三帝同盟
- 1875年 - 樺太・千島交換条約
- 1876年 - 日朝修好条規
- 1878年 - サン・ステファノ条約
- 1878年 - ベルリン条約
- 1881年 - イリ条約
- 1882年 - 三国同盟 (1882年)
- 1883年 - パリ条約 - 工業所有権の保護に関するパリ条約
- 1883年 - アンコン条約
- 1884年 - バルパライソ条約
- 1885年 - 天津条約 - 日清間
- 1885年 - 天津条約 - 清仏間
- 1886年 - ベルヌ条約-文学的及び美術的著作物の保護に関するベルヌ条約
- 1887年 - 独露再保障条約
- 1893年 - ウッチャリ条約
- 1894年 - 露仏同盟
- 1894年 - 日英通商航海条約
- 1894年 - 日米通商航海条約
- 1895年 - 下関条約 - 日清戦争の講和条約
- 1896年 - アディスアベバ条約
- 1896年 - 日清通商航海条約
- 1899年 - ハーグ陸戦条約

## 20世紀前半
- 1901年 - 北京議定書
- 1902年 - 第一次日英同盟協約
- 1904年 - 英仏協商
- 1905年 - ポーツマス条約 - 日露戦争の講和条約
- 1905年 - 日韓保護条約
- 1907年 - 日仏協約
- 1907年 - 第一次日露協約
- 1907年 - 英露協商
- 1907年 - ハーグ陸戦条約 - 改定
- 1910年 - 日韓併合条約
- 1912年 - ハーグ阿片条約
- 1914年 - 1914年の海上における人命の安全のための国際条約
- 1915年 - ロンドン密約
- 1918年 - ブレスト＝リトフスク条約 - ロシアが第一次世界大戦から離脱
- 1919年 - ヴェルサイユ条約 - 第一次世界大戦の講和条約
- 1919年 - サン＝ジェルマン条約
- 1919年 - トリアノン条約 - 第一次世界大戦後、ハンガリー王国との講和条約
- 1919年 - ヌイイ条約
- 1920年 - セーヴル条約
- 1921年 - 英愛条約
- 1921年 - 四カ国条約
- 1922年 - 九カ国条約
- 1922年 - ワシントン海軍軍縮条約
- 1923年 - ローザンヌ条約
- 1925年 - 日ソ基本条約
- 1925年 - ロカルノ条約
- 1926年 - 日ソ漁業条約
- 1928年 - 戦争抛棄ニ関スル条約（パリ不戦条約）
- 1928年 - 国際博覧会条約
- 1929年 - ラテラノ条約
- 1929年 - ワルソー条約
- 1930年 - ロンドン条約
- 1933年 - モンテヴィデオ条約 - 国の権利および義務に関する条約
- 1936年 - モントルー条約
- 1936年 - 日独防共協定 - 共産「インターナショナル」に対する協定及附属議定書
- 1937年 - 日独伊防共協定
- 1938年 - ブエノスアイレス講和条約
- 1939年 - 独ソ不可侵条約
- 1940年 - 日泰和親友好条約
- 1940年 - 日本国、独逸国及伊太利国間三国条約（日独伊三国同盟）
- 1941年 - 日ソ中立条約
- 1941年 - 日泰攻守同盟条約
- 1945年 - 国際連合憲章
- 1945年 - 国際司法裁判所規程
- 1947年 - パリ条約 (1947年)
- 1947年 - イタリアとの平和条約
- 1947年 - 米州相互援助条約
- 1947年 - 関税及び貿易に関する一般協定
- 1948年 - ジェノサイド条約
- 1948年 - 世界人権宣言
- 1948年 - 米州機構の設立
- 1949年 - 北大西洋条約 - 北大西洋条約機構の設立
- 1949年 - ジュネーヴ諸条約 (1949年)
- 1950年 - 中ソ友好同盟相互援助条約
- 1950年 - ヨーロッパ人権条約

## 20世紀後半
- 1951年 - 日本国との平和条約（サンフランシスコ平和条約）
- 1951年 - パリ条約 - 欧州石炭鉄鋼共同体（ECSC）の設立
- 1951年 - 日本国とアメリカ合衆国との間の安全保障条約（旧・日米安全保障条約）
- 1951年 - 米比相互防衛条約
- 1951年 - 太平洋安全保障条約
- 1951年 - 難民の地位に関する条約（難民条約）
- 1952年 - 日本国と中華民国との間の平和条約
- 1952年 - 日本国とインドとの間の平和条約
- 1952年 - 万国著作権条約
- 1953年 - フランス・ラオス条約
- 1953年 - 朝鮮戦争休戦協定
- 1953年 - 米韓相互防衛条約
- 1954年 - 民事訴訟手続に関する条約
- 1954年 - 武力紛争の際の文化財の保護に関する条約
- 1954年 - 東南アジア条約 - 東南アジア条約機構の設立
- 1954年 - 日本国とビルマ連邦との間の平和条約
- 1954年 - 米華相互防衛条約
- 1955年 - ワルシャワ条約 - ワルシャワ条約機構の設立
- 1956年 - 子に対する扶養義務の準拠法に関する条約 - ハーグ国際私法会議によるハーグ条約のひとつ
- 1956年 - 奴隷制度廃止補足条約[1]
- 1956年 - 日本国とソヴィエト社会主義共和国連邦との共同宣言（日ソ共同宣言）
- 1958年 - 日本国とインドネシア共和国との間の平和条約
- 1958年 - 外国仲裁判断の承認及び執行に関する条約 - いわゆるニューヨーク条約
- 1959年 - 南極条約 - 南極の平和利用
- 1960年 - 日本国とアメリカ合衆国との間の相互協力及び安全保障条約（新・日米安全保障条約）
- 1960年 - 教育における差別を禁止する条約
- 1961年 - 中朝友好協力相互援助条約
- 1961年 - 遺言の方式に関する法律の抵触に関する条約 - ハーグ国際私法会議によるハーグ条約のひとつ
- 1961年 - 外国公文書の認証を不要とする条約 - ハーグ国際私法会議によるハーグ条約のひとつ
- 1963年 - 大気圏内、宇宙空間及び水中における核兵器実験を禁止する条約（部分的核実験禁止条約）
- 1965年 - 日本国と大韓民国との間の基本関係に関する条約（日韓基本条約）
- 1965年 - あらゆる形態の人種差別の撤廃に関する国際条約（人種差別撤廃条約）
- 1965年 - 民事又は商事に関する裁判上の文書の外国における送達及び告知に関する条約 - ハーグ国際私法会議によるハーグ条約のひとつ
- 1966年 - 難民議定書
- 1966年 - 経済的、社会的及び文化的権利に関する国際規約（社会権規約）
- 1966年 - 市民的及び政治的権利に関する国際規約（自由権規約）
- 1966年 - 市民的及び政治的権利に関する国際規約の選択議定書（自由権規約第1選択議定書）
- 1966年 - 宇宙条約（月その他の天体を含む宇宙空間の探査及び利用における国家活動を律する原則に関する条約）
- 1967年 - ラテンアメリカにおける核兵器の禁止に関する条約（トラテロルコ条約）
- 1968年 - 核兵器の不拡散に関する条約（核拡散防止条約、核不拡散条約、NPT）
- 1968年 - 意匠の国際分類を定めるロカルノ協定（ロカルノ協定）
- 1969年 - 条約法に関するウィーン条約（ウイーン条約法条約）
- 1970年 - 特許協力条約（PCT）
- 1970年 - 航空機の不法な奪取の防止に関する条約 - ハイジャック防止条約
- 1971年 - 特に水鳥の生息地として国際的に重要な湿地に関する条約（ラムサール条約）
- 1972年 - 細菌兵器及び毒素兵器の開発、生産及び貯蔵の禁止並びに廃棄に関する条約（生物兵器禁止条約）
- 1972年 - 第一次戦略兵器制限交渉
- 1972年 - 弾道弾迎撃ミサイル制限条約
- 1972年 - 1972年の廃棄物その他の物の投棄による海洋汚染の防止に関する条約（ロンドン条約）
- 1973年 - パリ協定 (ベトナム和平)
- 1973年 - アパルトヘイト条約
- 1973年 - 絶滅のおそれのある野生動植物の種の国際取引に関する条約（ワシントン条約）
- 1973年 - 外交官等保護条約
- 1973年 - 扶養義務の準拠法に関する条約 - ハーグ国際私法会議によるハーグ条約のひとつ
- 1973年 - マルポール条約（海洋汚染防止条約）
- 1974年 - 日韓大陸棚条約
- 1974年 - 海上における人命の安全のための国際条約
- 1976年 - 東南アジア友好協力条約
- 1978年 - 日本国と中華人民共和国との間の平和友好条約 (日中平和友好条約）
- 1979年 - 女子に対するあらゆる形態の差別の撤廃に関する条約（女子差別撤廃条約）
- 1979年 - 第二次戦略兵器制限交渉
- 1979年 - エジプト・イスラエル平和条約
- 1980年 - 特定通常兵器使用禁止制限条約
- 1980年 - 国際物品売買契約に関する国際連合条約（ウィーン売買条約）
- 1980年 - 国際的な子の奪取の民事上の側面に関する条約（ハーグ条約）
- 1982年 - 海洋法に関する国際連合条約（国際連合海洋法条約）
- 1982年 - ナイロビ国際電気通信条約（旧条約）
- 1984年 - 拷問等禁止条約
- 1985年 - 南太平洋非核地帯条約（ラロトンガ条約）
- 1985年 - オゾン層の保護のためのウィーン条約
- 1987年 - 中距離核戦力全廃条約（INF全廃条約）
- 1989年 - 有害廃棄物の国境を越える移動及びその処分の規制に関するバーゼル条約（バーゼル条約）
- 1989年 - 児童の権利に関する条約（子どもの権利条約）
- 1990年 - ヨーロッパ通常戦力条約
- 1990年 - OPRC条約（1990年の油による汚染に係る準備、対応及び協力に関する国際条約）
- 1991年 - 第一次戦略兵器削減条約（START I）
- 1991年 - パリ協定 (カンボジア和平)
- 1992年 - マーストリヒト条約（欧州連合条約）
- 1992年 - 生物の多様性に関する条約（生物多様性条約）
- 1992年 - 国際電気通信条約（新条約）
- 1992年 - 気候変動に関する国際連合枠組条約（気候変動枠組条約）
- 1992年 - 北太平洋における溯河性魚類の系群の保存のための条約
- 1993年 - 第二次戦略兵器削減条約（START Ⅱ）
- 1993年 - 化学兵器の開発、生産、貯蔵及び使用の禁止並びに廃棄に関する条約（化学兵器禁止条約）
- 1994年 - イスラエル・ヨルダン平和条約
- 1994年 - エネルギー憲章に関する条約
- 1995年 - 世界貿易機関を設立するマラケシュ協定（WTO協定）
- 1995年 - 東南アジア非核兵器地帯条約（バンコク条約）
- 1996年 - 包括的核実験禁止条約 - 地下を含む核実験禁止条約（CTBT）
- 1996年 - アフリカ非核兵器地帯条約（ペリンダバ条約）
- 1996年 - 実演及びレコードに関する世界知的所有権機関条約（レコード条約）
- 1997年 - 対人地雷の使用、貯蔵、生産及び移譲の禁止並びに廃棄に関する条約（対人地雷禁止条約、オタワ条約）
- 1997年 - 気候変動に関する国際連合枠組条約の京都議定書（気候変動枠組条約の京都議定書、地球温暖化を予防するための温室効果ガスの排出量削減を定める議定書）
- 1998年 - 国際刑事裁判所に関するローマ規程（国際刑事裁判所ローマ規程）
- 1998年 - 国際貿易の対象となる特定の有害な化学物質及び駆除剤についての事前のかつ情報に基づく同意の手続に関するロッテルダム条約（有害化学物質等の輸出入の事前同意手続に関するロッテルダム条約、ロッテルダム条約、PIC条約）
- 1999年 - アムステルダム条約 - マーストリヒト条約及びローマ条約の内容改変
- 1999年 - 女子に対するあらゆる形態の差別の撤廃に関する条約の選択議定書
- 2000年 - 特許法条約
- 2000年 - 西部及び中部太平洋における高度回遊性魚類資源の保存及び管理に関する条約（中西部太平洋まぐろ類条約）
- 2000年- 国際的な組織犯罪の防止に関する国際連合条約（国際組織犯罪防止条約、パレルモ条約）

## 21世紀
- 2001年 - ニース条約 - ローマ条約とマーストリヒト条約の修正
- 2001年 - サイバー犯罪に関する条約
- 2001年 - 残留性有機汚染物質に関するストックホルム条約
- 2001年 - 中露善隣友好協力条約
- 2002年 - モスクワ条約（アメリカ合衆国とロシア連邦との間の戦略的攻撃（能力）の削減に関する条約）
- 2003年 - たばこの規制に関する世界保健機関枠組条約
- 2003年 - 無形文化遺産の保護に関する条約
- 2003年 - 腐敗の防止に関する国際連合条約
- 2004年 - 経済上の連携の強化に関する日本国とメキシコ合衆国との間の協定
- 2004年 - 万国郵便条約
- 2005年- 核によるテロリズムの行為の防止に関する国際条約
- 2006年 - 商標法に関するシンガポール条約（シンガポール条約）
- 2006年 - 強制失踪からのすべての者の保護に関する国際条約
- 2006年 -  障害者の権利に関する条約
- 2007年 - 経済上の連携に関する日本国とインドネシア共和国との間の協定
- 2007年 - リスボン条約
- 2007年 - ASEAN憲章（英語版）
- 2008年 - 包括的な経済上の連携に関する日本国及び東南アジア諸国連合構成国の間の協定（日本・ASEAN包括的経済連携協定）
- 2008年 - クラスター弾に関する条約（オスロ条約）
- 2010年 - 航空機の不法な奪取の防止に関する条約の追加議定書（北京議定書）
- 2011年 - 日本国とインド共和国との間の包括的経済連携協定
- 2011年 - 北極捜索救助協定
- 2012年 - バンサモロに関する合意の枠組み（英語版）
- 2013年 - 武器貿易条約（ATT）
- 2013年 - 水銀に関する水俣条約（水俣条約）
- 2014年 - 経済上の連携に関する日本国とオーストラリアとの間の協定
- 2015年 - パリ協定 (気候変動)
- 2017年 - 核兵器禁止条約
- 2018年 - 環太平洋パートナーシップに関する包括的及び先進的な協定（TPP11）
- 2018年 - 経済上の連携に関する日本国と欧州連合との間の協定（日・EU経済連携協定）
- 2018年 - 日本国と欧州連合及び欧州連合構成国との間の戦略的パートナーシップ協定
- 2019年 - 日本国とアメリカ合衆国との間の貿易協定（日米貿易協定）
- 2020年 - 包括的な経済上の連携に関する日本国とグレートブリテン及び北アイルランド連合王国との間の協定
- 2020年 - 地域的な包括的経済連携協定（RCEP）